# ヘルシンキ市電Nr II形電車
Nr II形は、フィンランドのヘルシンキ市電で使用されている路面電車車両。NRV II形とも呼ばれ、2020年現在は全車とも低床車体を挿入したMLNRV II形に改造されている。

## 概要
1960年代以降、地下鉄（ヘルシンキ地下鉄）の整備に加えモータリーゼーションの進展から廃止が検討されていたヘルシンキ市電であったが、路面電車の見直しの動きを受けて1970年代からは路線の延伸を始めとした存続へ向けた事業が積極的に行われるようになった。その中で、当時ヘルシンキ市電に残存していた1950年代製のボギー車を全面的に置き換えるために導入されたのが2車体連接車のNr II形である。尾灯の形状など一部を除いた車体構造や機器は1973年以降導入が行われていたNr I形と同一で、運転台や乗降扉は片側のみに設置されている。
1983年から1987年にかけて42両（71 - 112）が導入され、残存していたボギー車を全て置き換えた。塗装については1986年まで導入された車両は赤色と灰色を基調としたデザインが用いられたが、最終年となる1987年に増備された9両（104 - 112）はボギー車と同様の上半分クリーム色、下半分緑色に変更され、他車も1995年までに同様に塗り替えられている。。
後述する改造に加え、2006年から2010年にかけては全車を対象に全長2,650 mm、乗降扉付近に低床構造を有する中間車体を挿入し3車体連接車とする改造が実施され、同時に主電動機出力も130kWから156kWに増強された他、形式名も「MLNRV II」に変更された。2020年現在も全車が在籍する。

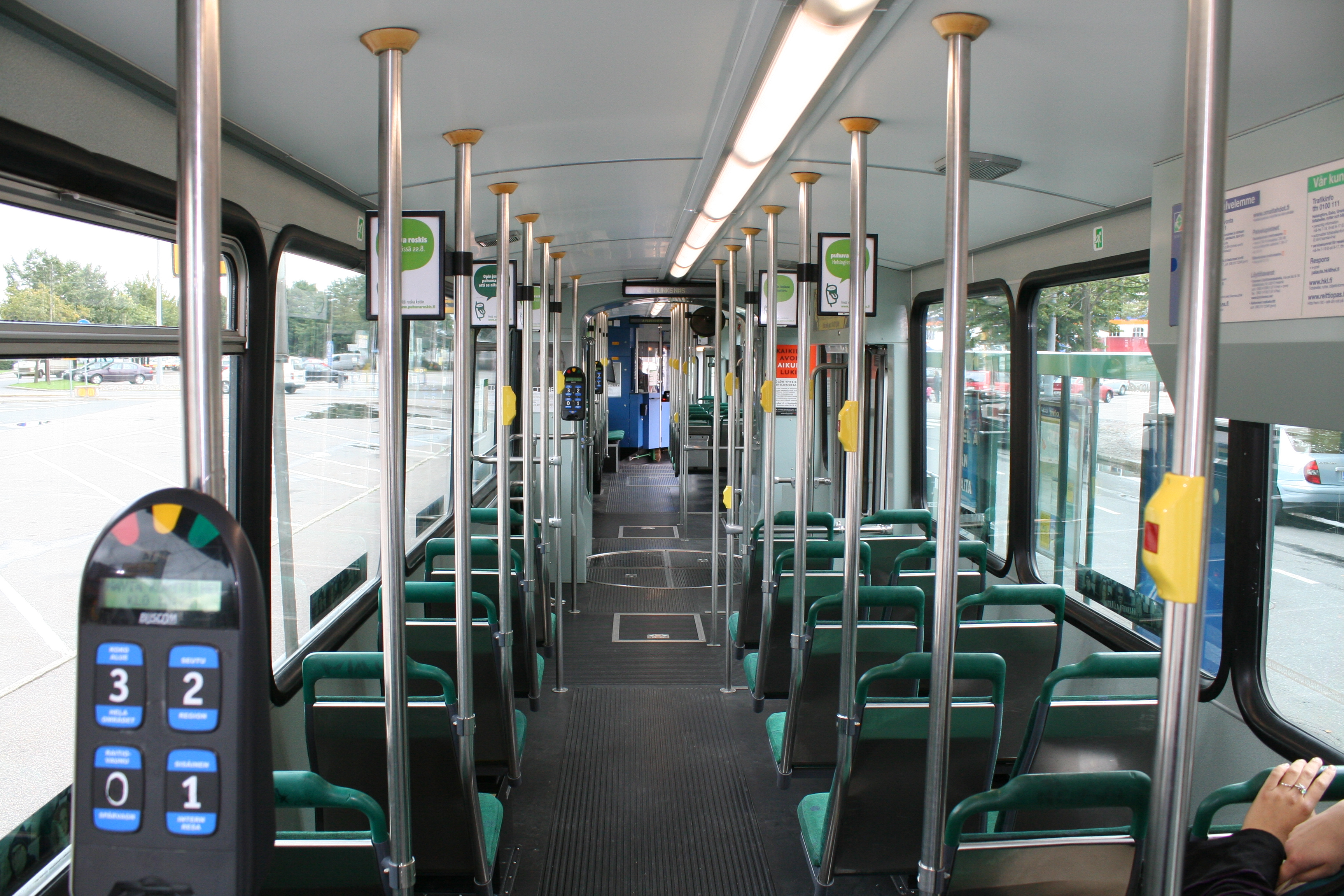
車内（2008年撮影）
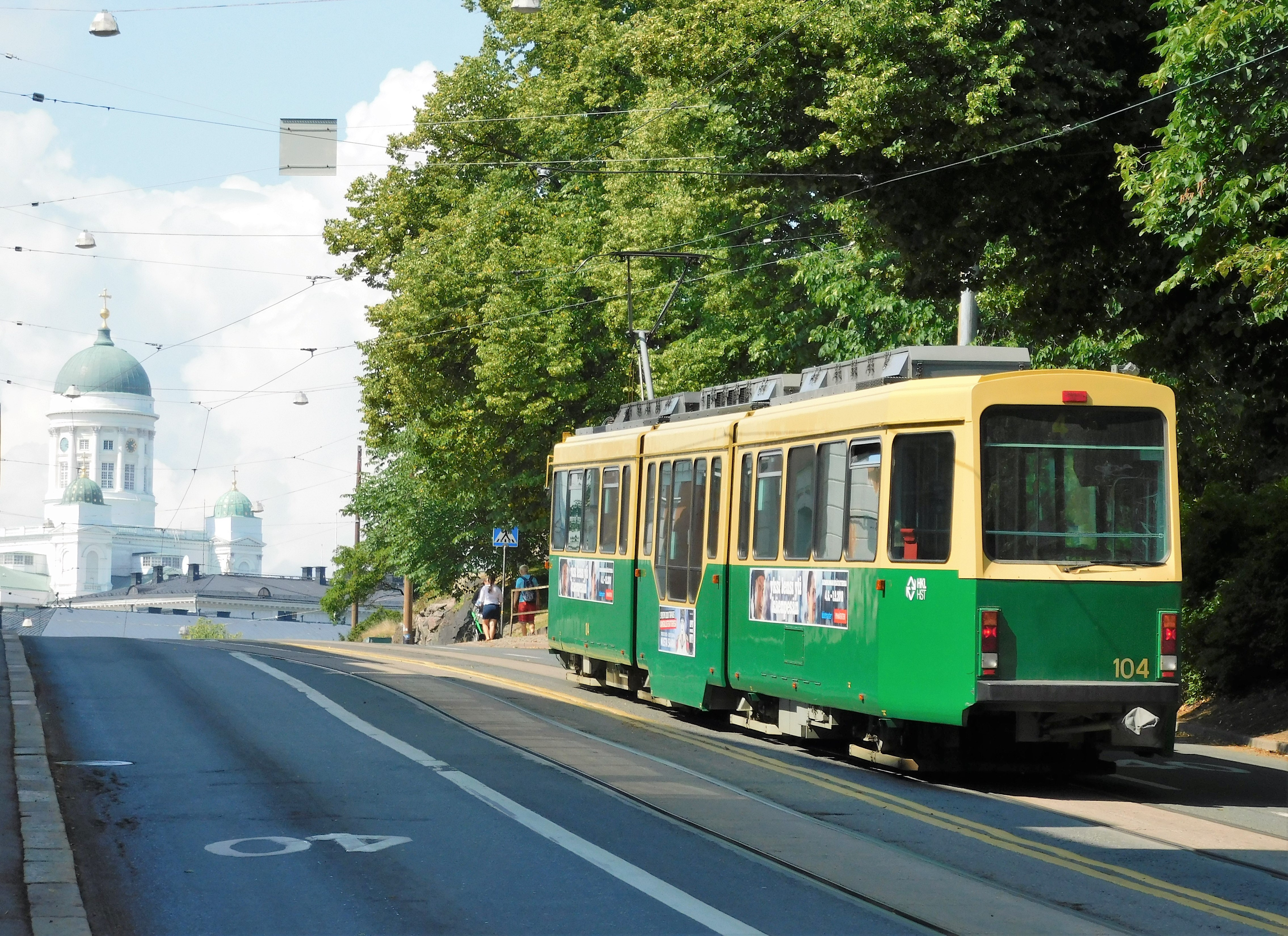
後部車体には運転台がない（2018年撮影）
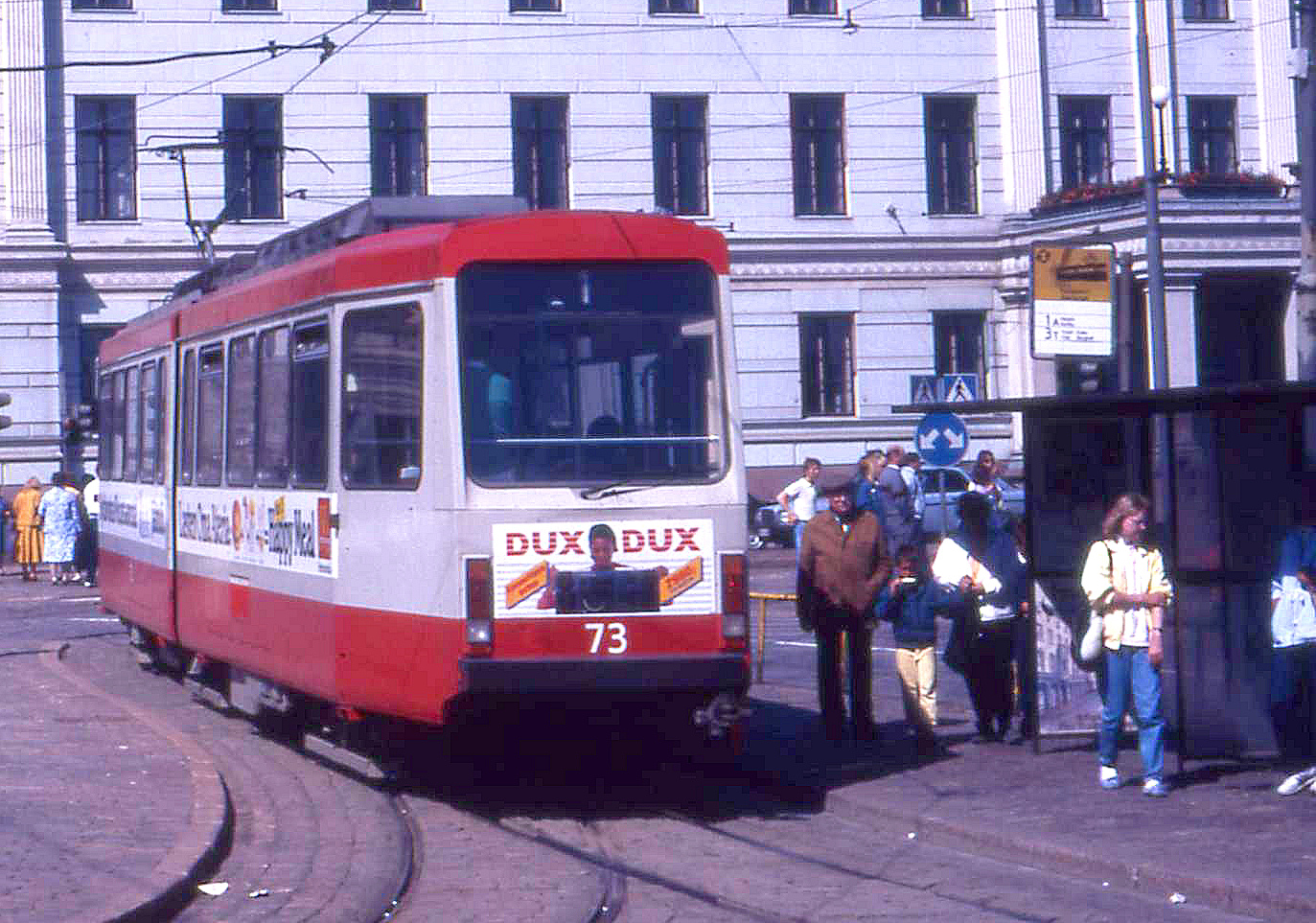
初期塗装（1987年撮影）
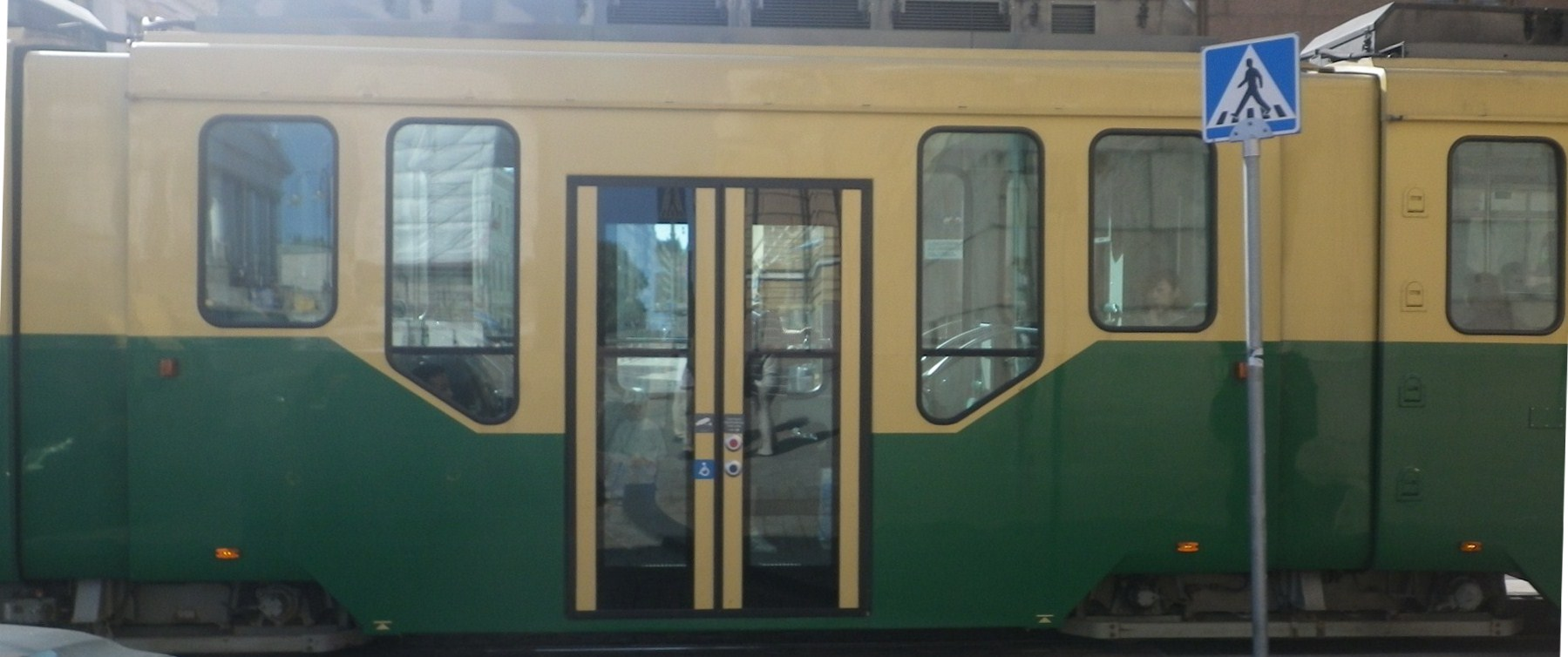
中間車体（2013年撮影）
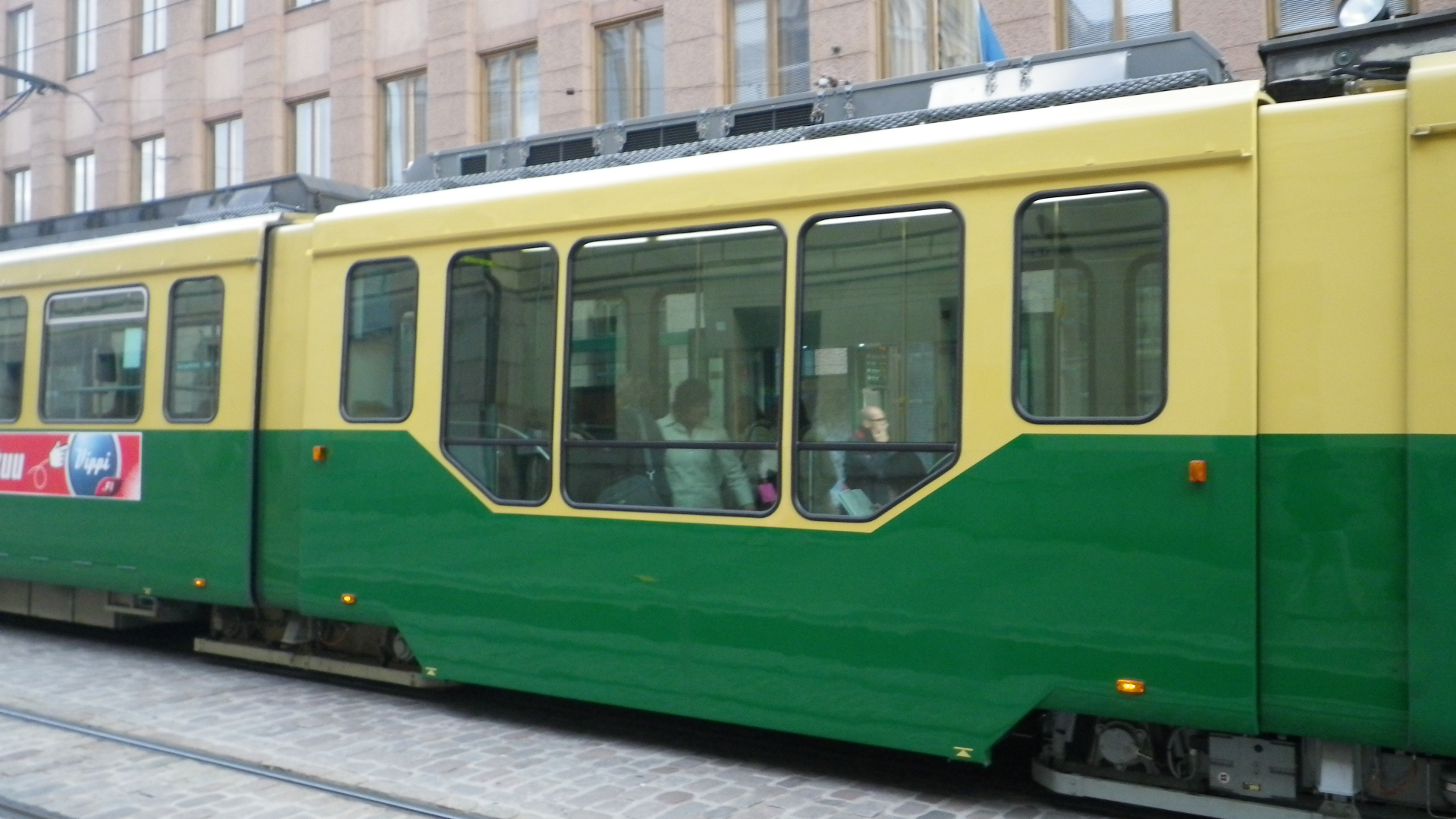
中間車体（左側、2010年撮影）
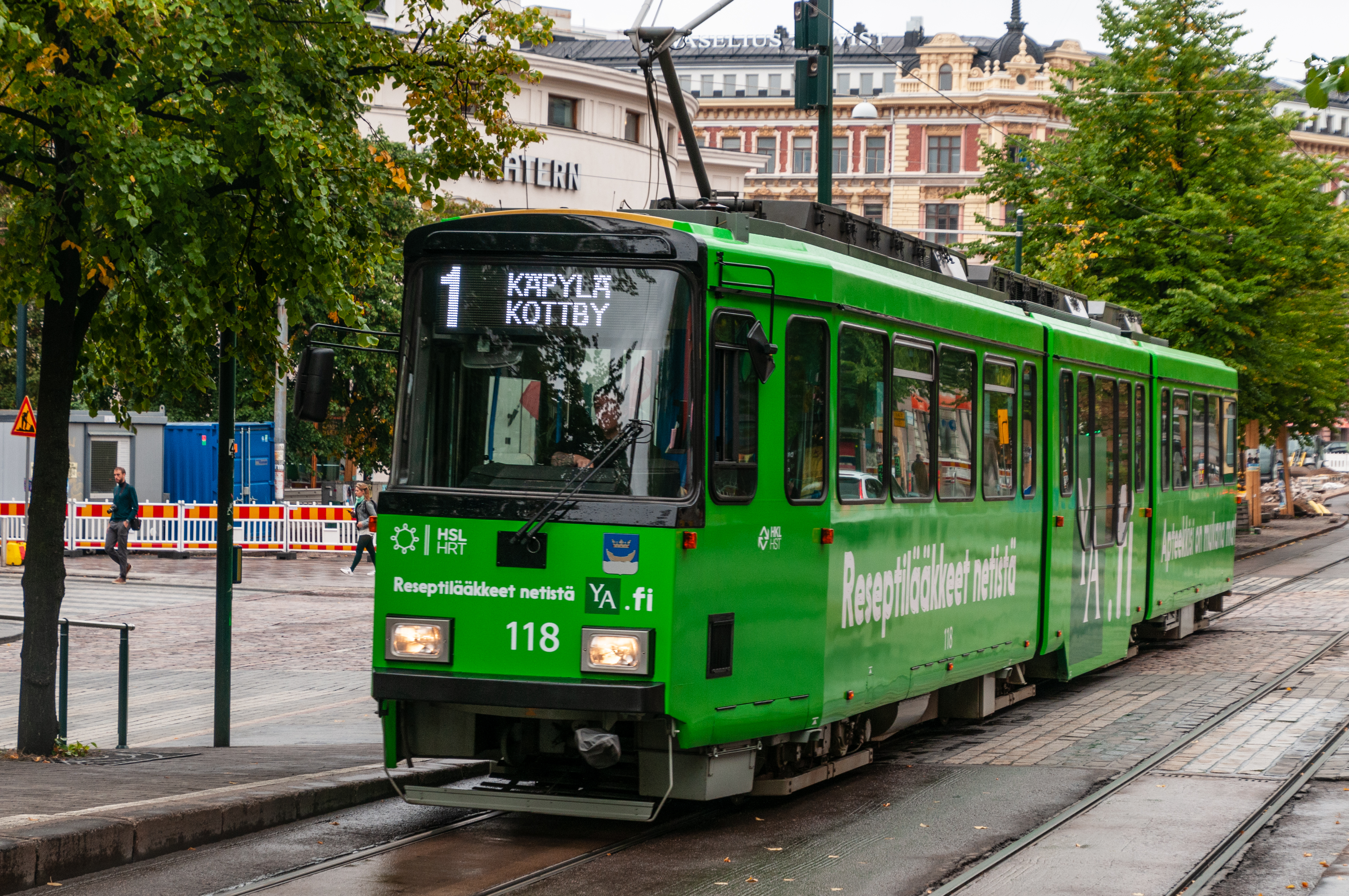
広告塗装（2018年撮影）
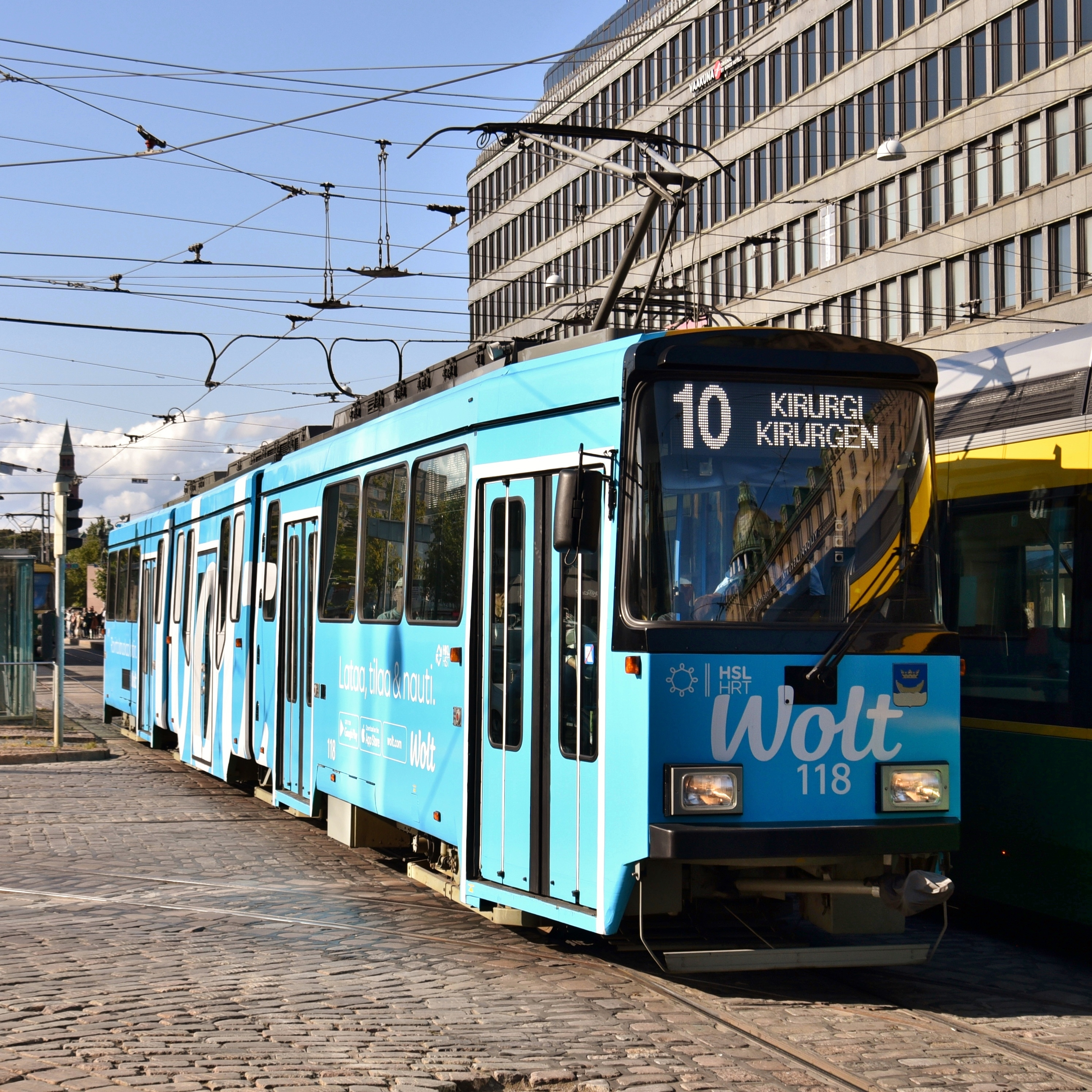
広告塗装（2019年撮影）
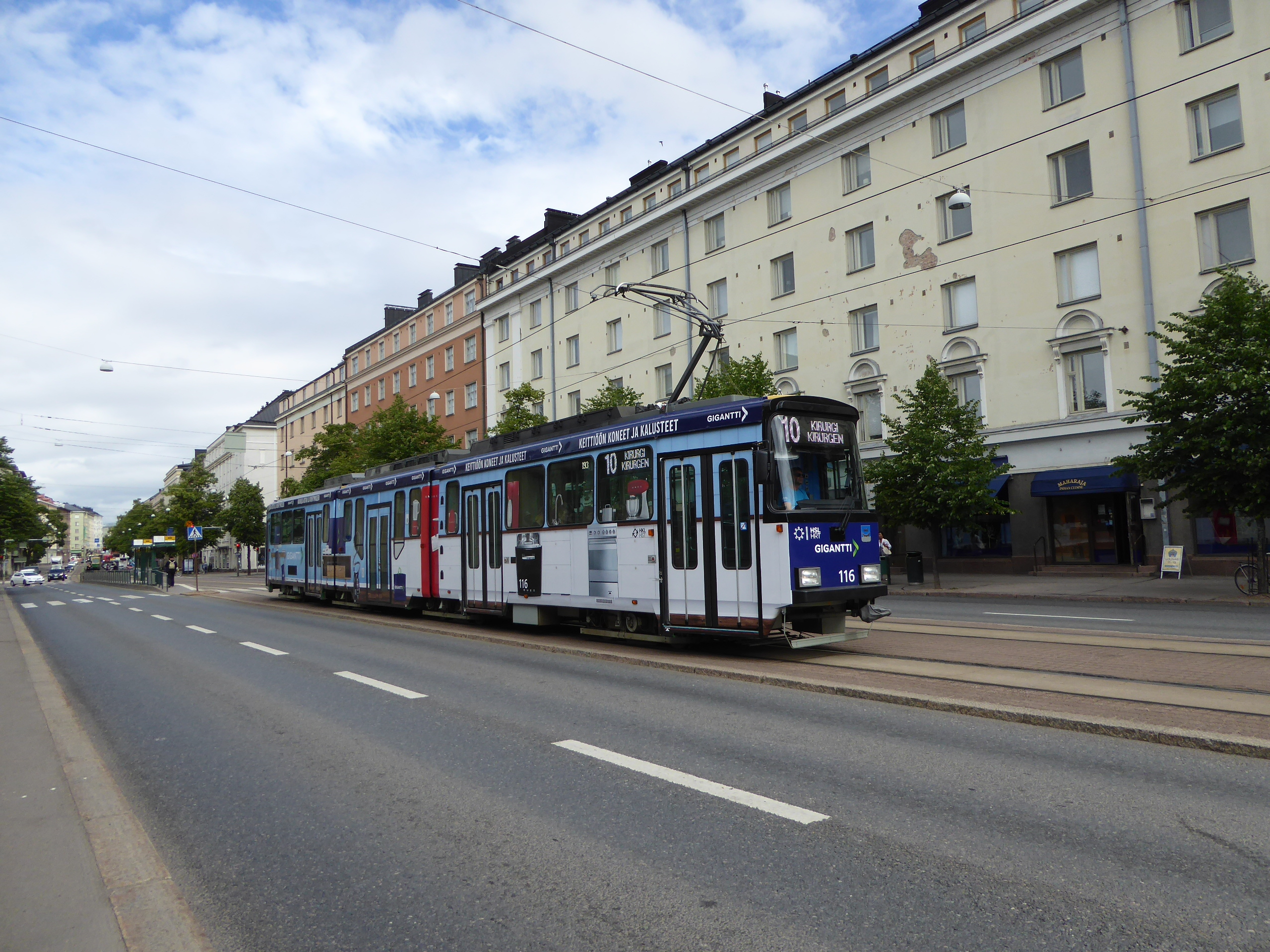
広告塗装（2018年撮影）

## 事故
2003年7月21日、Nr II形とバイクが衝突し、バイク側の運転士が即死した一方Nr II形も脱線しデパートの建物に衝突する事故が発生した。その後の警察の調査により、路面電車側の運転手が前面ガラスから差し込む太陽熱で運転室の温度が上昇した結果意識を失い、制動装置の操作が不可能となったのが事故の要因とされた。これを受け、一部車両（72、95、109）に対し前面ガラス上部に日光を抑制するひさしが取り付けられたが、それ以外の車両への改造は行われておらず、改造された3両もMLNRV Ⅱ形への改造時に元の形態へ戻された。

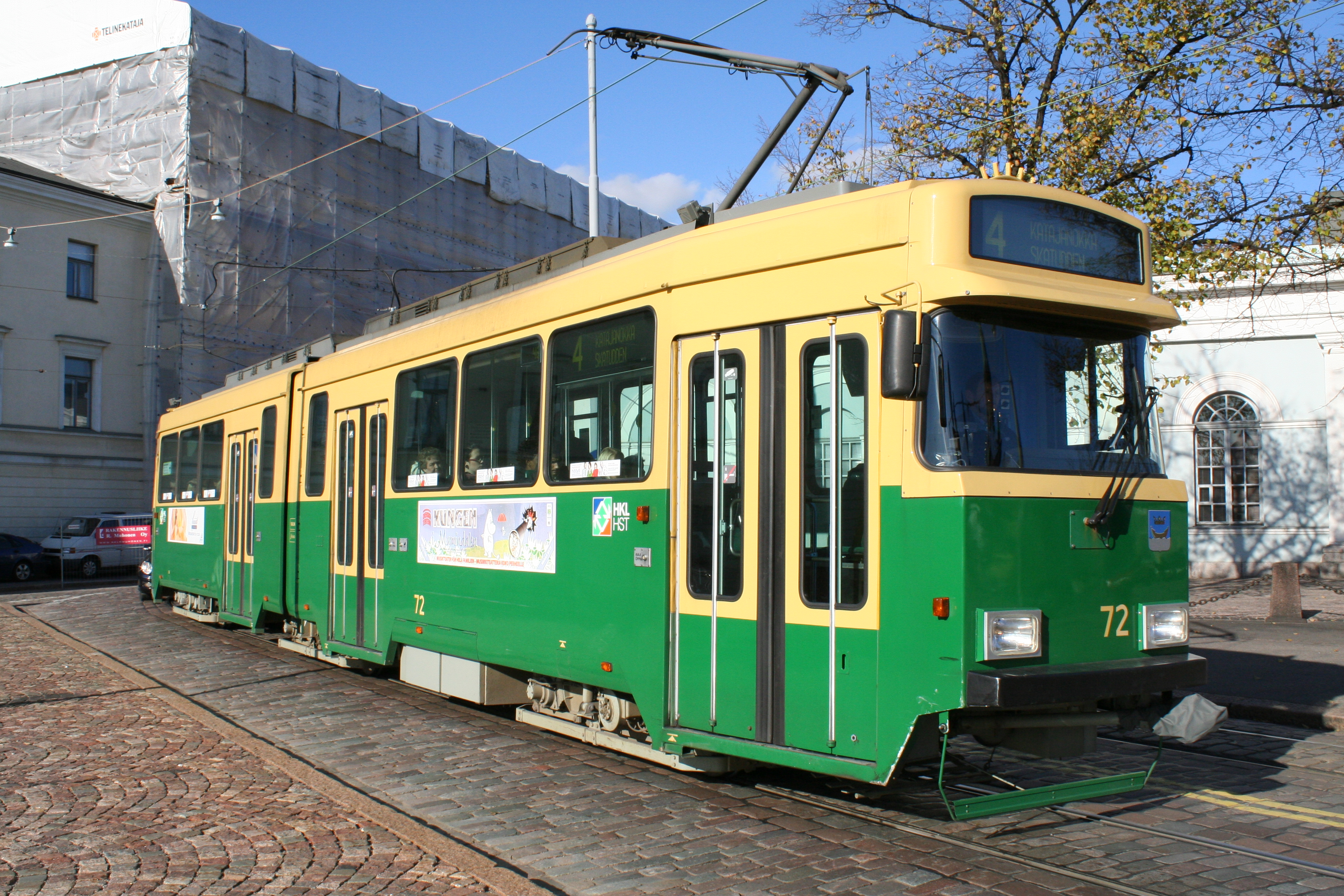
ひさしが設置された72（2008年撮影）